# Abronia fuscolabialis
El lagarto del Monte Zempoaltepec (Abronia fuscolabialis), también conocido como lagarto alicante de Zempoaltepec o escorpión arborícola del Zempoaltepec, es una especie de saurópsido del orden de los escamosos que pertenece a la familia de los ánguidos. Es endémica de México. Aunque se desconoce el modo de reproducción, al igual que las otras especies de este género, probablemente también sea vivívipara.

## Distribución
Esta especie solo se conoce a partir de muestras recogidas cerca del Cerro Zempoaltepec y en Totontepec a una altura entre los 2.158 a 2.438 m s. n. m.. Este lagarto necesita el dosel arbóreo de los bosques nubosos.